# Șimian (Mehedinți)
Șimian (in ungherese Érsemjén) è un comune della Romania di 9863 abitanti, ubicato nel distretto di Mehedinți, nella regione storica dell'Oltenia. 
Il comune è formato dall'unione di 8 villaggi: Cerneți, Dedovița Nouă, Dedovița Veche, Dudașu, Erghevița, Poroina, Șimian, Valea Copcii.